# Чемпионат мира по стрельбе 2006
49-й чемпионат мира по стрельбе проходил с 22 июля по 5 августа 2006 года в Загребе (Хорватия).

## Медали
Данные для таблицы взяты с официального сайта (недоступная ссылка) чемпионата
| Место | Страна              | Gold | Silver | Bronze | Всего |
| ----- | ------------------- | ---- | ------ | ------ | ----- |
| 1     | Китай               | 33   | 14     | 7      | 54    |
| 2     | Россия              | 23   | 22     | 18     | 63    |
| 3     | США                 | 8    | 2      | 6      | 16    |
| 4     | Германия            | 5    | 7      | 6      | 18    |
| 5     | Франция             | 4    | 4      | 5      | 13    |
| 6     | Чехия               | 3    | 6      | 5      | 14    |
| 7     | Норвегия            | 3    | 4      | 4      | 11    |
| 8     | Великобритания      | 3    | 2      | 0      | 5     |
| 9     | Индия               | 3    | 1      | 2      | 6     |
| 10    | Польша              | 3    | 1      | 1      | 5     |
| 11    | Италия              | 2    | 8      | 6      | 16    |
| 12    | Южная Корея         | 2    | 6      | 3      | 11    |
| 13    | Украина             | 2    | 4      | 7      | 13    |
| 14    | Северная Корея      | 2    | 4      | 4      | 10    |
| 15    | Беларусь            | 2    | 3      | 1      | 6     |
| 16    | Сербия и Черногория | 2    | 1      | 2      | 5     |
| 17    | Венгрия             | 1    | 2      | 3      | 6     |
| 18    | Австрия             | 1    | 2      | 3      | 6     |
| 19    | Казахстан           | 1    | 1      | 2      | 4     |
| 20    | Дания               | 1    | 0      | 3      | 4     |
| 21    | Канада              | 1    | 0      | 0      | 1     |
| 21    | Эстония             | 1    | 0      | 0      | 1     |
| 21    | Кувейт              | 1    | 0      | 0      | 1     |
| 24    | Швеция              | 0    | 3      | 4      | 7     |
| 25    | Болгария            | 0    | 2      | 0      | 2     |
| 26    | Словакия            | 0    | 1      | 3      | 4     |
| 26    | Таиланд             | 0    | 1      | 3      | 4     |
| 28    | Австралия           | 0    | 1      | 2      | 3     |
| 29    | Израиль             | 0    | 1      | 1      | 2     |
| 29    | Швейцария           | 0    | 1      | 1      | 2     |
| 31    | Хорватия            | 0    | 1      | 0      | 1     |
| 31    | Румыния             | 0    | 1      | 0      | 1     |
| 31    | Испания             | 0    | 1      | 0      | 1     |
| 34    | Финляндия           | 0    | 0      | 1      | 1     |
| 34    | Япония              | 0    | 0      | 1      | 1     |
| 34    | Монголия            | 0    | 0      | 1      | 1     |
| 34    | Словения            | 0    | 0      | 1      | 1     |
| 34    | ОАЭ                 | 0    | 0      | 1      | 1     |

## Медалисты

### Винтовка
Мужчины
| Дисциплина                          | Золото                                                          | Серебро                                                        | Бронза                                                   |
| Винтовка с трёх позиций, 300 метров | Эспен Берг-Кнутсен Норвегия                                     | Вебьёрн Берг Норвегия                                          | Марио Кнёглер Австрия                                    |
| Винтовка с трёх позиций, 300 метров | Норвегия Эспен Берг-Кнутсен · Вебьёрн Берг · Магнус Волен       | Австрия Марио Кнёглер · Томас Фарник · Кристиан Планер         | Швеция Пер Сандберг · Юхан Густафссон · Андрес Бролунд   |
| Винтовка лёжа, 300 метров           | Любош Опелька Чехия                                             | Петер Шиди Венгрия                                             | Раймонд Дебевец Словения                                 |
| Винтовка лёжа, 300 метров           | Норвегия Вебьёрн Берг · Эспен Берг-Кнутсен · Магнус Волен       | Швеция Юхан Густафссон · Пер Сандберг · Михаэль Ларссон        | Австралия Уоррен Потент · Марис Тейлор · Давид Холлистер |
| Стандартная винтовка, 300 метров    | Томас Фарник Австрия                                            | Пер Сандберг Швеция                                            | Вебьёрн Берг Норвегия                                    |
| Стандартная винтовка, 300 метров    | Беларусь Анатолий Клименко · Виталий Бубнович · Сергей Мартынов | Норвегия Вебьёрн Берг · Ханс Баккен · Эспен Берг-Кнутсен       | США Стивен Гофф · Джейсон Паркер · Роберт Харбисон       |
| Винтовка с трёх позиций, 50 метров  | Артём Хаджибеков Россия                                         | Стеван Плетикосич Сербия и Черногория                          | Чжан Лэй КНР                                             |
| Винтовка с трёх позиций, 50 метров  | Россия Артём Хаджибеков · Сергей Коваленко · Вячеслав Бочкарёв  | Австрия Томас Фарник · Марио Кнёглер · Кристиан Планер         | США Мэттью Эммонс · Джейсон Паркер · Майкл Макфэйл       |
| Винтовка лёжа, 50 метров            | Сергей Мартынов Беларусь                                        | Юрий Сухоруков Украина                                         | Марко Де Николо Италия                                   |
| Винтовка лёжа, 50 метров            | США Майкл Макфэйл · Эрик Аптаграффт · Мэттью Эммонс             | Австрия Марио Кнёглер · Кристиан Планер · Александр Уль        | Венгрия Петер Шиди · Тибор Млинкович · Сабольч Херцег    |
| Пневматическая винтовка, 10 метров  | Абхинав Биндра Индия                                            | Алин Молдовяну Румыния                                         | Чжу Цинань КНР                                           |
| Пневматическая винтовка, 10 метров  | Китай Ли Цзе · Чжу Цинань · Чжан Лэй                            | Россия Константин Приходченко · Денис Соколов · Сергей Круглов | Австрия Кристиан Планер · Томас Фарник · Марио Кнёглер   |

Женщины
| Дисциплина                          | Золото                                                         | Серебро                                                    | Бронза                                                     |
| Винтовка с трёх позиций, 300 метров | Шарлотта Якобсен Дания                                         | Татьяна Косенцова Беларусь                                 | Изабель Григорян Франция                                   |
| Винтовка с трёх позиций, 300 метров | Франция Изабель Григорян · Кристин Шуар · Сольвейг Бибар       | Швейцария Андреа Брюльман · Ориана Шойсс · Таня Рютти      | Дания Шарлотт Якобсен · Карин Хансен · Пернилла Педерсен   |
| Винтовка лёжа, 300 метров           | Сольвейг Бибар Франция                                         | Марина Джаннини Италия                                     | Шарлотта Якобсен Дания                                     |
| Винтовка лёжа, 300 метров           | США Николь Аллер · Джанет Рааб · Рея Кемпли                    | Франция Сольвейг Бибар · Кристин Шуар · Изабель Григорян   | Дания Шарлотта Якобсен · Карин Хансен · Пернилла Педерсен  |
| Винтовка с трёх позиций, 50 метров  | Любовь Галкина Россия                                          | Сильвия Богацкая Польша                                    | Соня Пфайльшифтер Германия                                 |
| Винтовка с трёх позиций, 50 метров  | Россия Любовь Галкина · Татьяна Голдобина · Алёна Низкошапская | Германия Барбара Лехнер · Клаудия Кек · Соня Пфайльшифтер  | Китай Лю Бо · У Люси · Тан Цзеи                            |
| Винтовка лёжа, 50 метров            | Ольга Довгун Казахстан                                         | Ханне Скарподде Норвегия                                   | Варвара Коваленко Казахстан                                |
| Винтовка лёжа, 50 метров            | Германия Соня Пфайльшифтер · Дороти Бауэр · Клаудия Кек        | Казахстан Варвара Коваленко · Ольга Довгун · Галина Корчма | Украина Наталья Калныш · Леся Лескив · Алёна Давыдова      |
| Пневматическая винтовка, 10 метров  | Ду Ли КНР                                                      | Катержина Куркова Чехия                                    | Ольга Довгун Казахстан                                     |
| Пневматическая винтовка, 10 метров  | Германия Соня Пфайльшифтер · Барбара Лехнер · Сильвия Ойман    | Китай Ду Ли · Чжао Инхуэй · Тан Цзеи                       | Россия Марина Бобкова · Татьяна Голдобина · Любовь Галкина |

Юниоры
| Дисциплина                         | Золото                                                       | Серебро                                                        | Бронза                                                         |
| Винтовка с трёх позиций, 50 метров | Цао Ифэй КНР                                                 | Вацлав Гаман Чехия                                             | Даниэль Бродмейер Германия                                     |
| Винтовка с трёх позиций, 50 метров | Китай Цао Ифэй · Лю Хунлэй · Чжу Пэнфэй                      | Германия Даниэль Бродмейер · Себастьян Хан · Маттиас Мюллер    | США Кристофер Абало · Томас Сантелли · Джозеф Холл             |
| Винтовка лёжа, 50 метров           | Мэттью Томпсон Великобритания                                | Даниэль Бродмейер Германия                                     | Штефан Разер Австрия                                           |
| Винтовка лёжа, 50 метров           | Великобритания Мэттью Томпсон · Ричард Филлипс · Кеннет Парр | США Джейсон Дардас · Кристофер Абало · Томас Сантелли          | Германия Даниэль Бродмейер · Даниэль Буттервек · Себастьян Хан |
| Пневматическая винтовка, 10 метров | Наванатх Фаратаде Индия                                      | Петар Горша Хорватия                                           | Цао Ифэй КНР                                                   |
| Пневматическая винтовка, 10 метров | Китай Цао Ифэй · Чжу Пэнфэй · Лю Хунлэй                      | Италия Никколо Камприани · Томмазо Леонарди · Алессио Боррелло | Республика Корея Ю Джачул · Ю Джеджин · Чун Чжасон             |

Юниорки
| Дисциплина                         | Золото                                                      | Серебро                                                   | Бронза                                                                  |
| Винтовка с трёх позиций, 50 метров | Чжан И КНР                                                  | Кристина Вествейт Норвегия                                | Ратчадапорн Плангсангтонг Таиланд                                       |
| Винтовка с трёх позиций, 50 метров | Китай Чжан И · Ли Пэйцзин · Чэнь Цзянь                      | Германия Ивонн Йекель · Юлия Пальм · Николь Штенценбергер | Сербия и Черногория Андреа Арсович · Елена Живкович · Ивана Цепински    |
| Винтовка лёжа, 50 метров           | Валентина Протасова Россия                                  | Дарья Вдовина Россия                                      | Даниэль Рот Израиль                                                     |
| Винтовка лёжа, 50 метров           | Россия Валентина Протасова · Дарья Вдовина · Олеся Довженко | Израиль Даниэль Рот · Чен Таль · Анат Цур                 | Норвегия Кристина Вествейт · Анне-Марит Нордлоккен · Анн-Катрин Сверкмо |
| Пневматическая винтовка, 10 метров | Чжан И КНР                                                  | Ли Сина Республика Корея                                  | Юрико Каидзука Япония                                                   |
| Пневматическая винтовка, 10 метров | Китай Чжан И · Чэнь Цзянь · Ян Сяолэй                       | Республика Корея Ли Сина · Пак Чжонъи · Джонг Хёнсик      | Германия Мишель Хорст · Сабрина Бер · Ивонн Йекель                      |

### Пистолет
Мужчины
| Дисциплина                           | Золото                                                      | Серебро                                                      | Бронза                                                          |
| Пистолет, 50 метров                  | Тань Цзунлян КНР                                            | Виджилио Файт Италия                                         | Владимир Исаков Россия                                          |
| Пистолет, 50 метров                  | Китай Тань Цзунлян · Линь Чжунцзай · У Сяо                  | Россия Владимир Гончаров · Владимир Исаков · Михаил Неструев | Италия Франческо Бруно · Виджилио Файт · Джузеппе Джордано      |
| Скоростной пистолет, 25 метров       | Чжан Пэнхуэй КНР                                            | Ли Чжуншэн КНР                                               | Сергей Алифиренко Россия                                        |
| Скоростной пистолет, 25 метров       | Китай Чжан Пэнхуэй · Ли Чжуншэн · Лю Гохой                  | Россия Сергей Алифиренко · Сергей Поляков · Алексей Климов   | Италия Марко Либерато · Риккардо Маццетти · Никола Пицци        |
| Пистолет центрального боя, 25 метров | Лю Ядун КНР                                                 | Михаил Неструев Россия                                       | Михаэль Хофман Швейцария                                        |
| Пистолет центрального боя, 25 метров | Россия Михаил Неструев · Сергей Поляков · Сергей Алифиренко | Республика Корея Пак Пёнтхэк · Сеон Хван Хонг · Ли Санхак    | КНДР Ким Хён-ун · Рю Мён Ён · Ким Джонсу                        |
| Стандартный пистолет, 25 метров      | Лю Гохой КНР                                                | Ким Джонсу КНДР                                              | Джаккрит Паничпатикум Таиланд                                   |
| Стандартный пистолет, 25 метров      | Китай Лю Гохой · Цзинь Юндэ · Лю Ядун                       | Россия Михаил Неструев · Сергей Поляков · Сергей Алифиренко  | Украина Олег Ткачёв · Роман Бондарук · Александр Петрив         |
| Пневматический пистолет, 10 метров   | Пан Вэй КНР                                                 | Джаккрит Паничпатикум Таиланд                                | Владимир Гончаров Россия                                        |
| Пневматический пистолет, 10 метров   | Китай Пан Вэй · Линь Чжунцзай · Тань Цзунлян                | Россия Михаил Неструев · Владимир Исаков · Владимир Гончаров | Франция Вальтер Лапер · Мануэль Александр-Огран · Франк Дюмулен |

Женщины
| Дисциплина                         | Золото                                 | Серебро                                                      | Бронза                                                               |
| Пистолет, 25 метров                | Чэнь Ин КНР                            | Фэй Фэнцзи КНР                                               | Отрядын Гундэгмаа Монголия                                           |
| Пистолет, 25 метров                | Китай Чэнь Ин · Фэй Фэнцзи · Ли Дуйхун | Беларусь Людмила Чеботарь · Жанна Шепелевич · Евгения Галузо | Германия Доржсуренгийн Монхбаяр · Штефани Тюрман · Клаудия Вердиккьо |
| Пневматический пистолет, 10 метров | Наталья Падерина Россия                | Ху Цзюнь КНР                                                 | Виктория Чайка Россия                                                |
| Пневматический пистолет, 10 метров | Китай Ху Цзюнь · Фэй Фэнцзи · Чэнь Ин  | Беларусь Виктория Чайка · Людмила Чеботарь · Евгения Галузо  | Россия Наталья Падерина · Ольга Кузнецова · Светлана Смирнова        |

Юниоры
| Дисциплина                         | Золото                                                   | Серебро                                                      | Бронза                                                                   |
| Пистолет, 50 метров                | Пу Цифэн КНР                                             | Венцислав Савов Болгария                                     | Ли Дэмъюн Республика Корея                                               |
| Пистолет, 50 метров                | Китай Пу Цифэн · Май Цзяцзе · Юй Лян                     | Республика Корея Ли Дэмъюн · Ким Ючен · Гил Ян Суп           | Германия Флориан Бруннер · Флориан Шмидт · Мануэль Хайльгемейер          |
| Скоростной пистолет, 25 метров     | Кристиан Райц Германия                                   | Филипп Вагениц Германия                                      | Дмитрий Брайко Россия                                                    |
| Скоростной пистолет, 25 метров     | Россия Дмитрий Брайко · Леонид Екимов · Иван Стукачёв    | Германия Филипп Вагениц · Кристиан Райц · Торстен Флайшман   | Франция Франсуа Дюваль · Тибо Саваж · Фабрис Домаль                      |
| Стандартный пистолет, 25 метров    | Пак Кьюсан Республика Корея                              | Леонид Екимов Россия                                         | Тибо Саваж Франция                                                       |
| Стандартный пистолет, 25 метров    | Россия Леонид Екимов · Иван Стукачёв · Дмитрий Стафура   | Франция Тибо Саваж · Фабрис Домаль · Жюльен Вальц            | Таиланд Понгпол Кулчайраттана · Роннакорн Руэнгпаньявут · Пракарн Карнди |
| Пистолет, 25 метров                | Леонид Екимов Россия                                     | Тибо Саваж Франция                                           | Иван Стукачёв Россия                                                     |
| Пистолет, 25 метров                | Россия Леонид Екимов · Иван Стукачёв · Виктор Байлагашев | Франция Тибо Саваж · Фабрис Домаль · Жюльен Вальц            | Республика Корея Пак Кьюсан · Ким Ючен · Ким Дэён                        |
| Пневматический пистолет, 10 метров | Пу Цифэн КНР                                             | Ли Дэмъюн Республика Корея                                   | Май Цзяцзе КНР                                                           |
| Пневматический пистолет, 10 метров | Китай Пу Цифэн · Май Цзяцзе · Юй Лян                     | Россия Леонид Екимов · Сергей Червяковский · Василий Левичев | Индия Аманприт Джам · Бапу Ванджаре · Закир Хан                          |

Юниорки
| Дисциплина                         | Золото                              | Серебро                                                         | Бронза                                                              |
| Пистолет, 25 метров                | Зорана Арунович Сербия и Черногория | Юй Лу КНР                                                       | Алёна Суслонова Россия                                              |
| Пистолет, 25 метров                | Китай Юй Лу · Ли Цзе · Сунь Ци      | Болгария Моника Костова · Антоанета Бонева · Стефания Найденова | Россия Алёна Суслонова · Анна Мастянина · Ирина Чернова             |
| Пневматический пистолет, 10 метров | Бранкица Зарич Сербия и Черногория  | Лю Вэйвэй КНР                                                   | Харвен Срао Индия                                                   |
| Пневматический пистолет, 10 метров | Китай Лю Вэйвэй · Сунь Ци · Ли Цзе  | Республика Корея О Мингён · Ан Сукён · Квак Ёнхи                | Сербия и Черногория Бранкица Зарич · Зорана Арунович · Ясмина Гргич |

### Стендовая стрельба
Мужчины
| Дисциплина | Золото                                                | Серебро                                                    | Бронза                                                 |
| Трап       | Манавджит Сингх Сандху Индия                          | Эрминио Фраска Италия                                      | Брет Эриксон США                                       |
| Трап       | Россия Павел Гуркин · Алексей Алипов · Максим Косарев | Индия Манавджит Сингх Сандху · Маншер Сингх · Анвер Султан | США Брет Эриксон · Мэттью Уоллес · Лэнс Бэйд           |
| Дубль-трап | Виталий Фокеев Россия                                 | Ху Биньюань КНР                                            | Роланд Геребич Венгрия                                 |
| Дубль-трап | США Джошуа Ричмонд · Уолтон Эллер · Билл Кивер        | Китай Ван Нань · Ху Биньюань · Пань Цян                    | Россия Виталий Фокеев · Борис Морозов · Василий Мосин  |
| Скит       | Андрей Инешин Эстония                                 | Валерий Шомин Россия                                       | Туре Бровольд Норвегия                                 |
| Скит       | Италия Валерио Лукини · Эннио Фалько · Андреа Бенелли | Чехия Ян Сыхра · Алеш Гутар · Леос Главачек                | Норвегия Туре Бровольд · Эрик Ватндал · Харальд Йенсен |

Женщины
| Дисциплина | Золото                                     | Серебро                                                       | Бронза                                                |
| Трап       | Сьюзан Наттрас Канада                      | Чэнь Ли КНР                                                   | Хи Гьон Че КНДР                                       |
| Трап       | Китай Чжу Мэй · Чэнь Ли · Гао Э            | Великобритания Лесли Годдард · Шарлотта Кервуд · Шона Маршалл | Россия Елена Ткач · Ирина Ларичева · Татьяна Барсук   |
| Дубль-трап | Сон Хьё Кьон Республика Корея              | Ли Юйсян КНР                                                  | Ли Бо На Республика Корея                             |
| Скит       | Ерджаник Аветисян Россия                   | Кьяра Кайнеро Италия                                          | Данка Бартекова Словакия                              |
| Скит       | США Конни Смотек · Брэнди Нил · Хейли Данн | Россия Ерджаник Аветисян · Светлана Дёмина · Ольга Панарина   | Италия Кьяра Кайнеро · Катюша Спада · Кристина Витали |

Юниоры
| Дисциплина | Золото                                                           | Серебро                                                      | Бронза                                                   |
| Трап       | Абдулрахман Аль-Файхан Кувейт                                    | Карл Экстон Великобритания                                   | Даниэле Реска Италия                                     |
| Трап       | Италия Даниэле Реска · Якопо Чиприани · Андреа Скенато           | Испания Карлос Рубио · Альберто Кабальеро · Пако Мачадо      | Словакия Борис Станко · Юлиус Васс · Марек Рыба          |
| Дубль-трап | Михаил Лейбо Россия                                              | Симоне Камерини Италия                                       | Ахмад Дахи ОАЭ                                           |
| Дубль-трап | Россия Михаил Лейбо · Александр Фурасьев · Владимир Мирошниченко | Италия Симоне Камерини · Антонино Барилла · Фердинандо Росси | США Грегори Паттон · Брайс Гирхарт · Джон Маллинс        |
| Скит       | Лоуренс Кольер Великобритания                                    | Уэсли Уайз США                                               | Йессе Лоухелайнен Финляндия                              |
| Скит       | США Уэсли Уайз · Трой Кенсингер · Джесси Муссер                  | Италия Маттия Бьянки · Мануэль Полидори · Джанкарло Тацца    | Франция Эрик Делоне · Флориан Латур · Кристоф Монталеско |

Юниорки
| Дисциплина | Золото          | Серебро                 | Бронза                |
| Трап       | Цинь Вэнь КНР   | Марина Созе Франция     | Эмма Иглс Австралия   |
| Скит       | Эмили Блант США | Альбина Шакирова Россия | Ангелина Мищук Россия |

### Стрельба по подвижной мишени
Мужчины
| Дисциплина                            | Золото                                                               | Серебро                                                             | Бронза                                                   |
| Подвижная мишень, 50 метров           | Лукаш Чапла Польша                                                   | Мирослав Януш Чехия                                                 | Петер Пелах Словакия                                     |
| Подвижная мишень, 50 метров           | Чехия Мирослав Януш · Бедрих Йонас · Любош Рачанский                 | Швеция Эмиль Андерссон · Сами Песонен · Никлас Бергстрём            | Россия Игорь Колесов · Дмитрий Лыкин · Максим Степанов   |
| Смешанная подвижная мишень, 50 метров | Лукаш Чапла Польша                                                   | Петер Пелах Словакия                                                | Бедрих Йонас Чехия                                       |
| Смешанная подвижная мишень, 50 метров | Украина Владислав Прянишников · Александр Зиненко · Александр Ульвак | Россия Дмитрий Лыкин · Игорь Колесов · Александр Блинов             | Швеция Эмиль Андерссон · Никлас Бергстрём · Сами Песонен |
| Подвижная мишень, 10 метров           | Ню Чжиюань КНР                                                       | Александр Блинов Россия                                             | Мирослав Януш Чехия                                      |
| Подвижная мишень, 10 метров           | Россия Александр Блинов · Максим Степанов · Дмитрий Лыкин            | Китай Ню Чжиюань · Гань Линь · Чжан Вэйцзянь                        | Швеция Эмиль Андерссон · Сами Песонен · Никлас Бергстрём |
| Смешанная подвижная мишень, 10 метров | Лукаш Чапла Польша                                                   | Гань Линь КНР                                                       | Ню Чжиюань КНР                                           |
| Смешанная подвижная мишень, 10 метров | Китай Ню Чжиюань · Гань Линь · Ян Лин                                | Украина Владислав Прянишников · Александр Ульвак · Андрей Гильченко | Швеция Никлас Бергстрём · Эмиль Андерссон · Сами Песонен |

Женщины
| Дисциплина                            | Золото                                                              | Серебро                                                             | Бронза                                               |
| Подвижная мишень, 10 метров           | Одри Коренфло Франция                                               | Сунь Айвэнь КНР                                                     | Виктория Заболотная Украина                          |
| Подвижная мишень, 10 метров           | Китай Сунь Айвэнь · Ван Цицзюэ · Сюй Сюань                          | Украина Виктория Заболотная · Галина Авраменко · Екатерина Самохина | Россия Анна Ильина · Ирина Измалкова · Юлия Эйдензон |
| Смешанная подвижная мишень, 10 метров | Одри Соке Франция                                                   | Галина Авраменко Украина                                            | Сунь Айвэнь КНР                                      |
| Смешанная подвижная мишень, 10 метров | Украина Галина Авраменко · Виктория Заболотная · Екатерина Самохина | Китай Сунь Айвэнь · Сюй Сюань · Ван Цицзюэ                          | Россия Ирина Измалкова · Анна Ильина · Юлия Эйдензон |

Юниоры
| Дисциплина                            | Золото                                                        | Серебро                                                       | Бронза                                                |
| Подвижная мишень, 50 метров           | Томаш Чакнакис Чехия                                          | Дмитрий Романов Россия                                        | Норберт Кочиш Венгрия                                 |
| Подвижная мишень, 50 метров           | Россия Дмитрий Романов · Андрей Суховетченко · Роман Марченко | КНДР Ё Ён Чхоль · Пак Мёнвон · Сим Чонрим                     | Чехия Томаш Чакнакис · Йозеф Никль · Франтишек Лосось |
| Смешанная подвижная мишень, 50 метров | Ё Ён Чхоль КНДР                                               | Томаш Чакнакис Чехия                                          | Дмитрий Романов Россия                                |
| Смешанная подвижная мишень, 50 метров | КНДР Ё Ён Чхоль · Сим Чонрим · Пак Мёнвон                     | Россия Дмитрий Романов · Андрей Суховетченко · Роман Марченко | Польша Лукаш Павелус · Рышард Йодайтис · Михал Пасек  |
| Подвижная мишень, 10 метров           | Дмитрий Романов Россия                                        | Пак Мёнвон КНДР                                               | Томаш Чакнакис Чехия                                  |
| Подвижная мишень, 10 метров           | Россия Дмитрий Романов · Роман Марченко · Андрей Суховетченко | Чехия Томаш Чакнакис · Йозеф Никль · Франтишек Лосось         | КНДР Пак Мёнвон · Ё Ён Чхоль · Сим Чонрим             |
| Смешанная подвижная мишень, 10 метров | Дмитрий Романов Россия                                        | Роман Марченко Россия                                         | Пак Мёнвон КНДР                                       |
| Смешанная подвижная мишень, 10 метров | Россия Дмитрий Романов · Роман Марченко · Андрей Суховетченко | КНДР Пак Мёнвон · Ё Ён Чхоль · Сим Чонрим                     | Чехия Томаш Чакнакис · Франтишек Лосось · Йозеф Никль |

Юниорки
| Дисциплина                            | Золото                                                   | Серебро                                                  | Бронза                                                           |
| Подвижная мишень, 10 метров           | Анна Вайгель Германия                                    | Бьянка Кечели Венгрия                                    | Татьяна Евсеенко Украина                                         |
| Подвижная мишень, 10 метров           | Германия Анна Вайгель · Кристина Досслер · Елена Нефф    | Россия Оксана Даниленко · Ольга Степанова · Марина Гулак | Украина Татьяна Евсеенко · Анастасия Савельева · Людмила Василюк |
| Смешанная подвижная мишень, 10 метров | Бьянка Кечели Венгрия                                    | Оксана Даниленко Россия                                  | Ольга Степанова Россия                                           |
| Смешанная подвижная мишень, 10 метров | Россия Ольга Степанова · Оксана Даниленко · Марина Гулак | Германия Анна Вайгель · Кристина Досслер · Елена Нефф    | Украина Анастасия Савельева · Татьяна Евсеенко · Людмила Василюк |